# Rancore (rapper)
Rancore, pseudonimo di Tarek Iurcich (Roma, 19 luglio 1989), è un rapper italiano.
La sua musica, che lui stesso definisce «rap ermetico», e la profondità dei suoi testi hanno attirato ampi consensi da parte della critica specializzata, che lo ha coronato come uno dei migliori rapper nell'hip hop italiano.
Ha inoltre partecipato per due volte al Festival di Sanremo, nel 2019 in coppia con Daniele Silvestri e nel 2020 con il brano Eden, vincendo entrambi gli anni il premio per il miglior testo.

## Biografia

### Primi anni eSegui me
Iurcich nasce a Roma nel 1989 da madre egiziana e padre italiano di origine istriana; il nonno paterno era originario della città di Fiume. Comincia il suo percorso musicale in ambito romano nel 2004, all'età di quattordici anni. Durante il suo primo anno di scrittura non frequenta la scena hip hop romana e realizza i primi testi senza confrontarsi, basandosi solo sul poco che ha potuto ascoltare occasionalmente. Inizia a conoscere l'ambiente hip hop grazie al Phat Roma, una manifestazione di improvvisazione che frequenta con cadenza settimanale. Qui ha la possibilità di eseguire i suoi primi brani dal vivo, di fronte ad un pubblico critico, e di provare i primi freestyle, accompagnato da Andy, con il quale registrerà la sua prima canzone Tufello talenti e presentandosi come Lirike Taglienti.
Nell'ambito del Phat Roma conosce le persone che poi lo aiuteranno nella realizzazione del suo primo disco Segui me, ovvero Jimmy, DJ Tetris e altri esponenti emergenti della scena, che gli concederanno basi e collaborazioni per il suo nuovo lavoro. L'artista riesce a concludere le registrazione del suo primo master: il percorso è in realtà pieno di esibizioni, di battaglie di freestyle, concerti nelle scuole, che portano Rancore a conoscere altri rapper e a farsi conoscere. Entrerà in contatto con Jesto, il quale spingerà Hyst, rapper già noto in ambito hip hop, a produrlo come artista nell'etichetta (la ALTOent) che vedrà proprio il disco di Rancore come primo prodotto ufficiale, oltre al disco di Saga Un bacio ai pupi.
Il primo album di Rancore, intitolato Segui me, esce nell'agosto del 2006 e ottiene un discreto successo grazie anche alle vittorie che Rancore ottiene nelle battaglie di freestyle, all'Underground Skillz 2006, alla presenza continua alle jam session, ai concerti nei licei e alla partecipazione all'Hip-Hop Session di TRL organizzata da Piotta. Viene presentato il video musicale di Tufello, tratto dall'album.

### Collaborazione con DJ Myke
Agli inizi del 2008, Rancore esce dalla ALTOent e decide di affrontare il suo nuovo progetto proseguendo per un'altra strada. In questo periodo, il rapper pubblica sotto lo pseudonimo di RINquore l'EP S.M.S. (Sei molto stronza), disco che ha come tematica l'amore e tutte le sue sfaccettature, soprattutto negative. Inoltre in questo periodo collabora con diversi artisti tra cui Gli Inquilini e Fedez.
Ad inizio 2010 esce il brano Lo spazzacamino, contenuta nell'album Hocus Pocus di DJ Myke. Quindi esce la traccia Harakiri, contenuta in BlackJack, disco del producer e DJ romano 3D (TDC21). A fine 2010 esce per il download gratuito l'EP Acustico con DJ Myke, contenente sette tracce inedite (più la skit di Squarta), mentre il 15 aprile 2011 viene pubblicato Elettrico, album realizzato insieme a DJ Myke. Ad ottobre è stato pubblicato il mixtape Roccia Music II di Marracash, nel quale è presente il brano L'albatro, realizzato in duetto con Dargen D'Amico e lo stesso Rancore. Verso la fine del 2011 viene reso disponibile per il download gratuito sul Nill Forum Exclusives, raccolta contenente, oltre a vari extra come la discografia completa e la biografia, cinque tracce di Rancore più la traccia fantasma La morte di RINquore, la vera ultima traccia dell'alter ego di Tarek, ovvero RINquore, che si pensava fosse "morto" nel 2008. Sempre a fine 2011 partecipa all'MTV Spit Gala, anticipazione del programma iniziato ufficialmente a marzo 2012, che vince in parità con Clementino a differenza della prima stagione dove è stato battuto in semifinale da Ensi.
Il 15 maggio 2012 esce per il download gratuito L'albatro RMX, realizzato da Marco Zangirolami; il 26 giugno 2012 viene pubblicato sull'iTunes Store il singolo Anzi... siamo già arrabbiati, il quale ha anticipato il nuovo album di Rancore & DJ Myke, intitolato Silenzio e pubblicato il 16 ottobre dalla Doner Music di Big Fish. Da questo album sono stati realizzati i video musicali di Capolinea e Horror Fast Food, rispettivamente pubblicati il 15 ottobre e il 25 dicembre. Il 24 maggio 2013 viene pubblicato su YouTube il videoclip di un ulteriore brano estratto da Silenzio, intitolato Dove siete spiriti.
Il 16 luglio 2015 pubblicano il videoclip del brano S.U.N.S.H.I.N.E., che anticipa l'uscita di S.U.N.S.H.I.N.E. EP, reso disponibile per il download gratuito il 28 dello stesso mese. Rancore ha svelato che il titolo del disco è un acronimo che sta per Seguendo Un Nome Scritto Hai Incastrato Noi Eternamente. Successivamente Rancore e DJ Myke, tramite una campagna di crowdfunding, hanno messo in vendita l'edizione in vinile dell'EP con presente nel lato b una raccolta dei loro migliori brani chiamata The Best of 2010/2015.

### Collaborazioni,Musica per bambinie i Festival di Sanremo
L'11 ottobre 2016 viene pubblicato l'album L'uomo che viaggiava nel vento e altri racconti di brezze e correnti di Murubutu, in cui è contenuto il brano Scirocco, che vede la collaborazione di Rancore. Il 16 dicembre dello stesso anno esce, come parte dell'album Dead Poets di DJ Fastcut, la traccia Poeti estinti, in collaborazione con Rancore, Danno, Rockness Monsta e Mic Handz. Il 24 novembre 2017 il cantante Giancane ha pubblicato il brano Ipocondria, che vede la partecipazione anche di Rancore. Sei giorni dopo, il 30 novembre, esce anche l'album Requiem di Claver Gold, che contiene Il meglio di me, brano che vede la presenza del rapper romano.
Il 23 marzo 2018 il rapper appare anche nel brano Upside Down dell'album Tree - Roots & Crown di Mezzosangue. Il 4 maggio 2018 viene pubblicato su YouTube il video musicale di Ipocondria, interamente disegnato da Zerocalcare. Una settimana dopo, l'11 maggio, esce Underman, singolo che anticipa l'album Musica per bambini, pubblicato il 1º giugno 2018. Il 12 novembre esce il disco postumo di Cranio Randagio Come il re leone, che vede la collaborazione di Rancore nel brano Lupi della notte.
Nel 2019 prende parte al Festival di Sanremo (nonostante non sia annoverato tra i cantanti in gara), affiancando il cantautore Daniele Silvestri, con il brano Argentovivo, classificatosi sesto ma vincendo il Premio della Critica, il Premio della Sala Stampa Lucio Dalla e il Premio Sergio Bardotti per il miglior testo. Ciò gli porta maggiore notorietà nel panorama musicale nazionale. L'anno seguente partecipa nuovamente al settantesimo Festival di Sanremo, questa volta come solista, presentando il brano Eden in collaborazione con il produttore Dardust; durante la terza serata, dedicata alle cover di canzoni che hanno segnato la storia del festival, si è esibito accompagnato da La Rappresentante di Lista con la cover di Luce (tramonti a nord est) di Elisa. In questo festival si è classificato in decima posizione ed ha vinto il premio Sergio Bardotti per il miglior testo in gara. Nel maggio 2020 ha reso disponibile il singolo Razza aliena, scritto durante il lockdown imposto dalla pandemia di COVID-19.

### Xenoverso

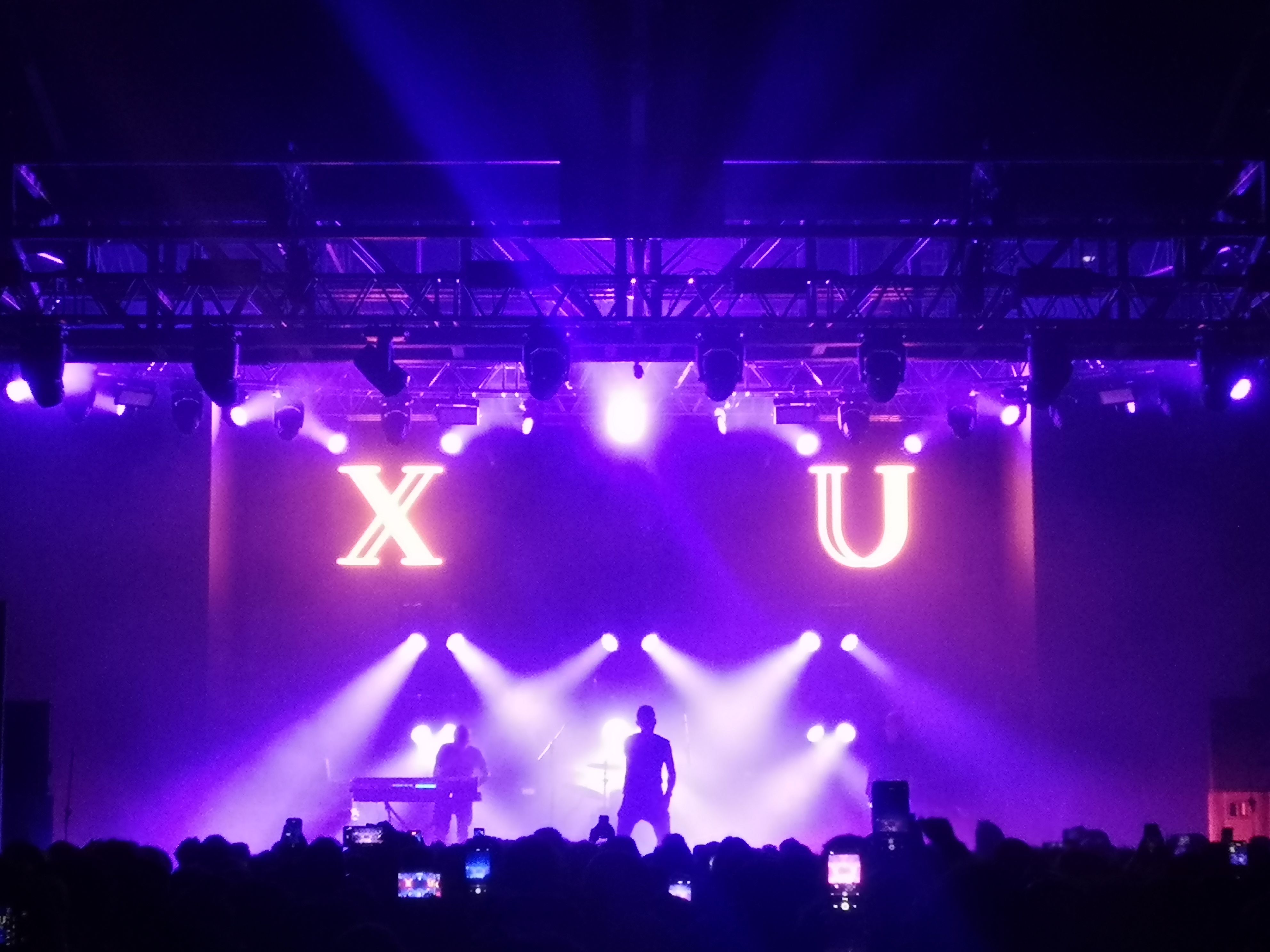
Rancore in concerto a Milano durante il tour di Xenoverso

A inizio 2021 Rancore ha pubblicato il singolo Equatore, realizzato in collaborazione con Margherita Vicario. Nel mese di novembre ha oscurato i propri post sui social network mostrando unicamente video e fotografie accompagnate dalla parola Xenoverso. Questa parola è successivamente divenuta il titolo del suo terzo album in studio, annunciato il 1º marzo 2022 insieme alla relativa copertina e alla data di uscita, fissata al 15 aprile.
Al fine di anticipare il concept album, il 4 marzo 2022 il rapper ha reso disponibile per l'ascolto i brani Lontano 2036, X agosto 2048 e Arakno 2100, preceduti dall'interludio Skit (cronosurfisti). Il 15 aprile, in concomitanza con il lancio dell'album, è stato diffuso anche il primo singolo Le rime (gara tra 507 parole).

## Discografia

### Album in studio
- 2006 – Segui me
- 2011 – Elettrico (con DJ Myke)
- 2012 – Silenzio (con DJ Myke)
- 2018 – Musica per bambini
- 2022 – Xenoverso

### Raccolte
- 2011 – Exclusives

### Extended play
- 2008 – S.M.S. (Sei molto stronza) (pubblicato come RINquore)
- 2010 – Acustico (con DJ Myke)
- 2015 – S.U.N.S.H.I.N.E. EP (con DJ Myke)
- 2016 – La morte di RINquore (14/2/08)

### Singoli
- 2004 – Tufello Talenti (feat. Andy)
- 2005 – Acido
- 2006 – Faccio Cagare
- 2012 – Anzi... siamo già arrabbiati (con DJ Myke)
- 2014 – Non esistono (con DJ Myke)
- 2015 – Tengo il respiro (con DJ Myke)
- 2017 – Specchio (con KenKode)
- 2018 – Underman
- 2018 – Depressissimo
- 2019 – Giocattoli
- 2020 – Eden (feat. Dardust)
- 2020 – Luce (tramonti a nord est) (feat. La Rappresentante di Lista)
- 2020 – Razza aliena
- 2021 – Equatore (con Margherita Vicario)
- 2022 – Le rime (gara tra 507 parole)

### Collaborazioni
- 2006 – Jesto feat. Saga e Rancore – Parli di me (da Radio Jesto libero Vol. 1)
- 2007 – Jimmy feat. Rancore – Nodi al pettine (da Memorie dal sottosuolo)
- 2007 – Jimmy feat. Rancore, Suarez, Jesto e Mic Killarz – R.M. Confidential (da Memorie dal sottosuolo)
- 2007 – J-Joe feat. Rancore e Jimmy – Che ne sai? (da Roma 2013)
- 2007 – Lame feat. Rancore, Saga e Hyst – Merda (da 9000 Giri Mixtape)
- 2007 – Gli Inquilini feat. Suarez e Rancore – Il Condominio Reprise (da I Mostri Capitolo 3)
- 2008 – DJ Dust e K-9 feat. Jimmy, Rancore e Ergho – La risposta (da Tra bianco e nero)
- 2008 – DJ Dust e K-9 feat. Jimmy, Rancore e Ergho – Dimmi se (da Tra bianco e nero)
- 2008 – Exen Producer feat. Rancore – Sono buono (da 18 carati Mixtape)
- 2008 – Lirike Taglienti feat. The Hinterland, Broy e Rancore – Intercity (da Lirike taglienti)
- 2008 – Fedez feat. Jimmy, Rancore, DJ Pankes e DJ Frak – Back in Days (da Pat-a-Cake)
- 2008 – Maut e 3D feat. Rancore e Mr Cioni – Corri (da Numeri)
- 2010 – DJ Myke feat. Rancore – Lo spazzacamino (da Hocus Pocus)
- 2010 – DJ Myke, Max Zanotti e Rancore – Sigla B Side
- 2010 – 3D feat. Rancore – Harakiri (da Blackjack)
- 2010 – DJ Myke feat. Rancore – Training n.9
- 2011 – DJ Myke feat. Rancore – Training n.13
- 2011 – Cane Secco e 3D feat. Rancore – Skit Rancore (da 21 ore troppo più estreme)
- 2011 – Men in Skratch e Rancore – Il grande falò
- 2011 – Men in Skratch e Rancore feat. Mr Brown – Sai che mi ha detto il Grinch
- 2011 – Marracash feat. Dargen D'Amico e Rancore – L'albatro (da Roccia Music II)
- 2011 – Piotta feat. Rancore e DJ Myke – Roma Calling (da Wag 20 Years of Style [Dee Mo Side])
- 2012 – DJ Myke feat. Rancore– Rifletti Bene (Routine n.16)
- 2012 – DJ Myke & Rancore – È necessario
- 2012 – DJ Double S feat. Rancore – Freestyle (da Al centro della scena Mixtape)
- 2012 – Rancore e Deleterio – Best (da MTV Spit Mixtape)
- 2012 – Rancore e DJ Nais – Guerra tra crani (da MTV Spit Mixtape)
- 2013 – Rancore & DJ Myke – Dissotterracci n. 21
- 2013 – Rancore & DJ Myke – Sigla Catteland
- 2013 – Big Fish e Rancore – La macchina del tempo (da Niente di personale)
- 2013 – Relazioni Pericolose feat. Rancore – Deserto (da Relazioni pericolose)
- 2014 – Rancore & DJ Myke – Vaicolliscio
- 2014 – Rancore & DJ Myke – Controproduzioni
- 2014 – Rancore & DJ Myke – Rhymebox
- 2015 – Max Zanotti e DJ Myke feat. Rancore – Geniocidio (da Della vita della morte)
- 2015 – Rancore e DJ Aladyn – SK8
- 2015 – Jesto feat. Rancore – Al parco (Skit) (da  Supershallo zero)
- 2015 – Jesto feat. Rancore e Yojimbo – Houston (da Supershallo 3)
- 2016 – Murubutu feat. Rancore – Scirocco (da L'uomo che viaggiava nel vento e altri racconti di brezze e correnti)
- 2016 – DJFastCut feat. Danno, Rancore, Rockness Monsta e Mic Handz – Poeti estinti
- 2017 – Giancane feat. Rancore – Ipocondria
- 2017 – Claver Gold feat. Rancore – Il meglio di me
- 2018 – Mezzosangue feat. Rancore – Upside Down (da Tree - Roots & Crown)
- 2018 – Cranio Randagio feat. Rancore – Lupi della notte
- 2019 – Daniele Silvestri feat. Rancore e Manuel Agnelli – Argentovivo
- 2020 – Daniele Silvestri feat. Rancore – Il mio nemico invisibile
- 2020 – Lost in the desert (with Rodrigo D'Erasmo, Daniele Silvestri, Rancore, Joan as Police Woman, Mace, Venerus, Enrico Gabrielli, Fabio Rondanini, Antonio Filippelli, Gabriele Lazzarotti, Alain Johannes,  Daniele Tortora)
- 2021 – Murubutu feat. Claver Gold e Rancore – Black Rain

### Remix e versione alternative di tracce
- 2010 – DJ Myke feat. Rancore – Jingle (E' facile RMX)
- 2010 – DJ Myke & Rancore feat. DJ Lato – Un incidente RMX
- 2010 – DJ Myke & Rancore feat. DJ Lato – Sistema intelligente RMX
- 2011 – DJ Myke, Svedonio e Rancore – Acoustic Session Training (Singolo) [Versione acustica di Cosa Sai?, traccia contenuta nell'album Elettrico]
- 2011 – Men in Skratch e Rancore – Brutti & cattivi RMX
- 2011 – Men in Skratch e Rancore – Comprare RMX
- 2011 – Men in Skratch e Rancore – Disney Inferno RMX
- 2012 – Rancore e DJ Myke Feat. Vinnie G – Il mio quartiere RMX
- 2012 – DJ Aladyn feat. Rancore – Siamo il quadro di noi stessi  [E' difficile RMX] (da Fili Invisibili)
- 2012 – Marracash feat. Dargen D'Amico e Rancore – L'albatro (Marco Zangirolami RMX)
- 2012 – DJ Aladyn feat. Rancore – Siamo il quadro di noi stessi (Numa Crew Remix) (da Fili Invisibili In Versioni Alternative)
- 2013 – Rancore & DJ Myke – Doin It Right (L’Albatro Punk)
- 2014 – Rancore & DJ Myke – Ci hanno incastrati (Il giorno che non c'è RMX)
- 2023 – The Old Skull feat. DJFastCut, Danno e Rancore – Poeti estinti (Poeti Estinti RMX) (da Fantasmi, Ruggine e Rumore)

## Filmografia
- Zeta - Una storia hip-hop, regia di Cosimo Alemà (2016)